# Meromyzobia flavipes
Meromyzobia flavipes är en stekelart som beskrevs av De Santis 1972. Meromyzobia flavipes ingår i släktet Meromyzobia och familjen sköldlussteklar. Inga underarter finns listade i Catalogue of Life.